# 上海仪电
上海仪电（集团）有限公司是一家業務涵蓋信息技術（智慧城市、物聯網等領域）、商務不動產和金融業的上海地方國企，隸屬於上海市国有资产监督管理委员会。

## 历史
公司前身是1960年成立的上海市儀表電訊工業局（上海儀表局），當時主要生產電子儀表。1995年，上海市儀表電訊工業局變更為上海仪电（集团）有限公司。1998年後，上海仪电確立向信息技術、商務不動產和金融業三大產業方向發展。
该公司控股云赛智联股份有限公司（上交所：600602/900901，简称：云赛智联/云赛B股，曾用名“上海仪电电子股份有限公司”“上海广电电子股份有限公司”，曾用简称“上海仪电/仪电B股”、“上广电/上电B股”、“电真空/真空B股”），其前身上海真空电子器件股份有限公司（曾用名“上海市仪表电讯工业局电真空工业公司”）曾发行中国大陆首支人民币特种股票“真空B股”。
2018年3月9日，富士通（中国）信息系统有限公司与上海仪电集团宣布，双方将合资成立上海仪电智能科技有限公司。
2021年6月25日，苏州市政府与上海仪电（集团）有限公司签署战略合作框架协议。

## 外部連結
- 官方网站